# Partula rosea
Espèce
Statut de conservation UICN

 EW  : Éteint à l'état sauvage
Partula rosea est une espèce d'escargot terrestre appartenant à la famille des Partulidae. Endémique de la Polynésie française, cette espèce a disparu à l'état sauvage.